# سفارة تركيا في المملكة المتحدة
سفارة تركيا في المملكة المتحدة هي أرفع تمثيل دبلوماسي لدولة تركيا لدى المملكة المتحدة. تقع السفارة في SW postcode area ‏ وهي تهدف لتعزيز المصالح التركية في المملكة المتحدة.

## وصلات خارجية
- قائمة سفارات تركيا
- قائمة السفارات في المملكة المتحدة